# LM.C
Gli LM.C (LM.C? , abbreviazione di lovely-mocochang.com) sono un gruppo musicale oshare kei giapponese che suona un ibrido di rock e elettropop chiamato dalla band "New Century Electrock".

## Storia
Gli LM.C sono stati fondati da maya, chitarrista per il cantante miyavi nella band di supporto Ishihara Gundan (Ishihara è il vero cognome di miyavi, gundan significa 'brigata' o 'esercito' in giapponese) e chitarrista della sua stessa band, The Sinners. Mentre ancora lavorava per miyavi, maya e altri membri di supporto hanno suonato anche in spettacoli live come LM.C. Più avanti si è unito a loro Aiji dei Pierrot.
Dopo che maya ha lasciato la band di miyavi e la band di Aiji, Pierrot, si è sciolta, LM.C. ha fatto il suo debutto nell'ottobre del 2006, pubblicando due singoli, "Trailers (Gold)" e "Trailers (Silver)".
All'inizio del 2007 il gruppo pubblicò un terzo singolo, "OH MY JULIET", che è stata poi la seconda ending per l'anime Red Garden. Il 7 marzo hanno inciso il loro primo EP, "Glitter Loud Box".
Hanno pubblicato il loro quarto singolo, "BOYS & GIRLS", nel giugno 2007, come opening per l'anime Reborn!
Il loro quinto singolo, "LIAR LIAR/Sentimental PIGgy Romance" è stato pubblicato nell'ottobre 2007, mentre il sesto, "Bell the CAT", a dicembre 2007
Nel 2008, gli LM.C. hanno pubblicato "JOHN", nell'inverno, e "88", un'altra opening per l'anime Reborn!, in estate. Gli LM.C. hanno poi debuttato nel Nord America, suonando nel "Battle of the Bands" dell'Anime Expo il 3 luglio 2008, seguito da un concerto al Crash Mansion a Los Angeles, in California, il 5 luglio. Sempre a luglio, hanno fatto il loro primo concerto in sala al C.C. Lemon Hall (a Shibuya); i biglietti hanno fatto il tutto esaurito 2 minuti dopo l'inizio della vendita. Per chiudere luglio, sono stati invitati a suonare al "FORMOZ festival" a Taiwan come evento principale per il secondo anno consecutivo.
A novembre, il primo album degli LM.C. "GIMMICAL IMPACT!" e il secondo album "SUPER GLITTER LOUD BOX" sono stati pubblicati in simultanea in tutto il mondo.
Il 16 novembre, la band si è imbarcata nel suo primo world tour, il "LM.C Live Tour 08-09". Questo tour include tappe in Sud America, Europa (tra cui anche l'Italia), e Asia, per un totale di 34 spettacoli in 12 paesi.
Il 20 maggio viene pubblicato il nono singolo, "PUNKY ❤ HEART", in 3 versioni ("A", contenente 3 tracce; "B", contenente 2 tracce più dvd; "regular edition", contenente solo 2 tracce). Il 29 maggio 2009 gli LM.C dovevano essere all'A-Kon in Texas ma l'apparizione è stata cancellata.
Il 4 novembre gli LM.C pubblicano il decimo singolo "GHOST†HEART" nelle versioni limited e regular edition. Il 25 dicembre 2009, nel giorno di Natale, gli LM.C annunciano sul sito ufficiale che il 3 marzo 2010 pubblicheranno il loro terzo nuovo album "「WONDERFUL WONDERHOLIC」" in quattro edizioni e ad aprile inizieranno il loro secondo world tour "LM.C Live Tour 2010".

## Formazione
- maya (マァヤ?) – voce, chitarra ritmica, sintetizzatori (2006-presente)
- Aiji (アイジ?) – chitarra solista, sintetizzatori, cori (2006-presente)

Musicisti di supporto
- mACKAz (マッカツ?) – basso (2009-presente)
- SASSY (サッシー?) – batteria (2010-presente)
- JUN (ジュン?) – tastiere (2009-presente)
- DENKI-MAN (電気マン?) – VJ, performer, Para Para (2006-presente)

Ex-musicisti di supporto
- Hiko (ヒコ?) – basso (2006-2008)
- DEATH-O (デスオ?) – batteria (2006-2008)
- JayKay (ジェイケイ?) – tastiere (2006-2009)
- EVAKAN (エバカン?) – basso (2008-2009)
- KAEDE (カエデ?) – batteria (2008-2010)

Timeline della formazione

## Discografia

### Mini Album
- 7 marzo 2007 - GLITTER LOUD BOX

### Album
- 5 novembre 2008 - GIMMICAL☆IMPACT!!
- 5 novembre 2008 - SUPER GLITTER LOUD BOX; riedizione ampliata di GLITTER LOUD BOX
- 3 marzo 2010 - 「WONDERFUL WONDERHOLIC」

### Compilation, remix ed altro
- 19 dicembre 2007 - Luna Sea Memorial Cover Album

### Singoli
- 4 ottobre 2006 - Trailers【Gold】
- 4 ottobre 2006 - Trailers【Silver】
- 31 gennaio 2007 - OH MY JULIET.
- 23 maggio 2007 - BOYS & GIRLS
- 10 ottobre 2007 - LIAR LIAR/Sentimental PIGgy Romance
- 12 dicembre 2007 - Bell the CAT
- 20 febbraio 2008 - JOHN
- 4 giugno 2008 - 88
- 20 maggio 2009 - PUNKY❤HEART
- 4 novembre 2009 - GHOST†HEART
- 27 ottobre 2010 - LET ME' CRAZY!!
- 11 dicembre 2013- My favorite Monster

### DVD
- 4 giugno 2008 - LM.C The Music Video; raccolta di videoclip
- 17 settembre 2008 - ☆ROCK the PARTY☆'08; live dvd
- 28 luglio 2010 - 「The Live Of WONDERFUL WONDERHOLIC」; live dvd
- 4 aprile 2012- Strong pop